# Rumpler Taube
Rumpler Taube var ett tyskt flygplan som användes i flera roller i inledningen av första världskriget.
Rumpler Taube var en vidareutveckling av Igo Etrichs Etrich Taubeflygplan från 1909. Flygplanet Etrich Taube kom att licenstillverkas och vidareutvecklas vid Lohner i Österrike och av Rumpler i Tyskland under namnet Etrich-Rumpler-Taube. Efter att viss vidareutveckling genomförts av Rumpler slutade fabriken att betala licensavgift till Etrich och man bytte namn på flygplanet till Rumpler Taube. Då licensavgiften uteblev släppte Etrich sin patenträtt på flygplanet fri och inom kort fanns det 14 olika tillverkare som producerade varianter av Etrichflygplan. Eftersom flygplanen liknar varandra är det svårt att på fotografier från tiden avgöra vilket företag som tillverkat det avbildade flygplanet. 
Flygplanet blev ett av tyska krigsmaktens första stridsflygplan, och det kom till en början att användas i rollen som spaning-, jakt- och bombflygplan. På grund av den snabba utvecklingen av flygplan drogs Rumpler Taube bort från aktiv fronttjänst och användes vid de tyska flygstridskolorna för grundläggande flygutbildning fram till 1914.
Flygplanet var en förkrigskonstruktion men kom i inledningen av kriget att bli tyskarnas vanligaste flygplan. Det var vanligtvis utrustat med två sittplatser och med en vinguppsättning även om Albatros försökte vidareutveckla typen till en dubbeldäckare. De flesta flygplanskroppar tillverkades i en träkonstruktion som delvis kläddes med duk.
Flygplanen utrustades vanligen med en fyrcylindrig Argus motor eller en sexcylindrig Mercedes E4F motor, även om andra motoralternativ förekom. Eftersom vingen saknade skevroder tvingades piloten varpa (vrida) vingen under sväng. Flygplanet visade sig vara stabilt i luften och blev mycket användbart för observationsflygning. Eftersom den dukklädda vingen inte målades blev flygplanet svårt att upptäcka från marken när det flög på höjder över 400 meter. Men varpningen av vingen medförde att flygplanet svängar blev vida och långsamma, och flygplanet blev ett lätt mål för fiendesidans snabbare flygplan. Allt eftersom tyskarna försågs med modernare flygplan drogs Taubeflygplanen bort från aktiv fronttjänst, även om några enstaka flygplan var kvar vid fronten fram till 1915. Största användningsområdet för flygplanet blev istället rollen som skolflygplan för den grundläggande flygutbildningen. Utöver Tyskland kom flygplanet att användas av flygvapnen i Italien och Österrike-Ungern. 
Flygplanet användes första gången som stridsflygplan av italienarna i Libyen 1911. Piloten och spanaren utrustades med pistoler och 2 kilos bomber som släpptes mot lämpliga fasta mål. Under Balkankonflikten 1911 användes flygplanet som bombflygplan där piloten under flygning kastade lösa bomber från förarkabinen. Under slaget vid Tannenberg 1914 var det en spanare i ett Taubeflygplan som första gången observerade ryssarnas uppmarsch. Ett av de sista frontuppdragen för flygplanet var bombningen av Paris 1914, då flera Taubeflygplan droppade 3 kilos bomber och propagandaflygblad över staden.

## Några olika tillverkare av Etrich Taube varianter
- Albatros Taube, från Albatros Flugzeugwerke.
- Albatros Doppeltaube, dubbeldäckad variant från Albatros Flugzeugwerke.
- Aviatik Taube.
- DFW Stahltaube eller Stahltaube, tillverkad med flygplanskropp av stålrör.
- Etrich Taube, originalflygplan tillverkat av Igon Etrich
- Etrich-Rumpler-Taube, första serien licenstillverkade flygplan från Rumpler
- Gotha Taube, från Gothaer Waggonfabrik.
- Harlan Pfeil Taube.
- Halberstadt Taube III.
- Jeannin Taube, även känd under namnet Jeannin Stahltaube, tillverkad med flygplanskropp av stålrör.
- Kondor Taube.
- Luedemann Taube.
- RFG Taube, tillverkade av Reise- und Industrieflug GmbH (RFG).
- Roland Taube.
- Rumpler-Taube, tillverkade av Edmund Rumpler Luftfahrzeugbau
- Rumpler Delfin-Taube, även känd under namnet Rumpler Kabinentaube, försedd med en inglasad kabin för piloten.